# Effizienzhaus
Der Begriff Effizienzhaus ist ein Energiestandard für Wohngebäude, den die Kreditanstalt für Wiederaufbau (KfW) in Deutschland eingeführt hat.
Effizienzhäuser sind Gebäude, die sich durch eine besonders energieeffiziente Bauweise und Gebäudetechnik auszeichnen und die eine höhere Energieeffizienz erreichen als vom Gesetzgeber vorgeschrieben. Gemessen wird die Energieeffizienz eines Gebäudes anhand des Transmissionswärmeverlustes (Wärmeverlust durch die Gebäudehülle wie Dämmung und Fenster) und darauf aufbauend des Jahresprimärenergiebedarfs (einen großen Einfluss hat der genutzte Energieträger). Seit dem November 2020 definiert das Gebäudeenergiegesetz (GEG) für diese Kennzahlen die Ermittlung von Referenzwerten. Aufbauend auf der Energieeinsparverordnung (EnEV) 2009 erfolgt die Zuordnung in verschiedene staatliche Förderstandards der KfW. Es gelten verschiedene KfW-Effizienzhaus-Standards für Neubauten und energetische Sanierung von Bestandsimmobilien.

## Gebäudestandards
Effizienzhäuser gibt es in verschiedenen Energiestandards. Als Ausgangspunkt gelten die Vorgaben des GEG, mit denen für jedes Bau- oder Sanierungsvorhaben ein sogenanntes Referenzhaus berechnet wird. Dieses Referenzhaus hat dieselbe Geometrie, Nutzfläche und Ausrichtung wie das zu erstellende Gebäude und zieht für jedes Bauteil (z. B. Wand, Fenster, Tür) Referenzwerte des GEG heran. Durch das Referenzgebäudeverfahren ergeben sich gebäudespezifische Referenzwerte für den Transmissionswärmeverlust und den Jahresprimärenergiebedarf, auf denen der Energiestandard aufbaut.
| Standard                                                                                         | Primärenergiebedarf | Transmissionswärmeverlust |
| ------------------------------------------------------------------------------------------------ | ------------------- | ------------------------- |
| Effizienzhaus 40                                                                                 | 40 %                | 55 %                      |
| Effizienzhaus 55                                                                                 | 55 %                | 70 %                      |
| Effizienzhaus 70                                                                                 | 70 %                | 85 %                      |
| Effizienzhaus 85                                                                                 | 85 %                | 100 %                     |
| Effizienzhaus 100                                                                                | 100 %               | 115 %                     |
| Effizienzhaus 115                                                                                | 115 %               | 130 %                     |
| Effizienzhaus Denkmal 1                                                                          | 160 %               | 175 %                     |
| 1 Zielwert bei denkmalgeschützten Gebäuden, hiervon kann unter Umständen auch abgewichen werden. |                     |                           |

- Zusätzlich zu den Förderstandards der KfW gibt es das Gütesiegel „Effizienzhaus“ der Deutschen Energie-Agentur GmbH (dena). Das Siegel bestätigt den KfW-Standard durch ein qualitätsgesichertes Verfahren.[2]

Der Passivhausstandard gibt im Gegensatz zum KfW-Effizienzhausstandard keinen auf die EnEV bezogenen relativen Wert vor, sondern definiert als wesentliche Größe einen wohnflächenbezogenen maximalen Heizwärmebedarf von 15 kWh/m²a oder eine Heizlast von maximal 10 W/m², um auf eine klassische Gebäudeheizung verzichten zu können. Dies entspricht in etwa 20 % des Wertes eines EnEV Referenzhauses, eines Einfamilienhauses mit 120 m², in der Regel kann ein Passivhaus als Effizienzhaus von der KfW gefördert werden.

## Förderung für Wohngebäude
Die Kreditanstalt für Wiederaufbau (KfW) bietet Bauherren und Hausbesitzern zinsgünstige Kredite und Zuschüsse für die energetische Sanierung und den energieeffizienten Neubau von Wohnimmobilien mit den Programmen „Energieeffizient Bauen“ (Programm 153) und „Energieeffizient Sanieren“ (Programme 151, 152, 430). Die Höhe der Förderung ist abhängig von der erreichten Energieeffizienz des Gebäudes. Zudem fördert die KfW einzelne Maßnahmen zur Verbesserung der energetischen Qualität bestehender Wohngebäude.

### Förderhöhen für Neu- und Altbau
Die Förderhöhe steigt mit der energetischen Qualität des Gebäudes und wird zwischen Neu- und Altbau unterschieden. Da es im Neubau deutlich einfacher ist einen guten Effizienzstandard zu erreichen als im Altbau, definierte die EnEV für den Neubau als zulässigen Primärenergiebedarf des Referenzgebäudes (Zulässiger Wert zum 1. Januar 2016 um 25 % gesenkt gegenüber 2009) und im Altbau 115 % (seit 1. Januar 2016, zuvor 140 %); eine Ausnahme sind Denkmäler. Da eine staatliche Förderung nur als zusätzlicher Anreiz für bessere Standards möglich ist, gelten für den Neubau nur die Standards 40 Plus, 40 und 55. Für Neubauten war die Förderung eines Effizienzhaus 70 – obwohl nur 5 % besser als die EnEV-Mindestanforderung – für Antragsstellung zwischen dem 1. Januar und 1. April 2016 übergangsweise möglich. Bei der energetischen Sanierung von Bestandsimmobilien gibt es die Standards 55, 70, 85, 100 und 115 sowie Denkmal. Daneben werden auch Einzelmaßnahmen gefördert.
Für den Neubau sind Förderungen als Darlehen mit Tilgungszuschuss möglich. Für ein KfW-Effizienzhaus 40 Plus, 40 und 55 beträgt der Zinssatz 0,75 %. Für Neubauten mit KfW-Effizienzhaus-Standard gibt es einen Kredit mit bis zu 25 % Tilgungszuschuss bei einem Zinssatz von 0,75 % unabhängig von Kreditlaufzeit, Zinsbindung und gewählter tilgungsfreier Anlaufzeit. (Stand: Januar 2020)
Energetische Sanierungen von Bestandsgebäuden werden mit zinsgünstigen Darlehen mit 0,75 % Zinsen gefördert. Dabei sind je nach erreichtem Standard unterschiedliche Tilgungszuschüsse möglich, der Effizienzhaus-40-Standard und Effizienzhaus-40-Plus-Standard findet hier keine Anwendung. Alternativ kann bei Sanierungen ein Zuschuss ohne Darlehen erfolgen, der Zuschuss liegt hier zwischen 20 % - 40 % der förderfähigen Kosten bis zu 10.000 Euro – 48.000 Euro je Wohneinheit, je nach erreichtem KfW-Effizienzhaus-Typ. (Stand: Januar 2020)
| Standard | Neubau                                                   | Sanierung 1                                                                                       |
| --- | -------------------------------------------------------- | ------------------------------------------------------------------------------------------------- |
| KfW-Effizienzhaus 40 Plus                                                                                           | Kredit von bis zu 120.000 Euro mit Tilgungszuschuss 25 % |                                                                                                   |
| KfW-Effizienzhaus 40                                                                                                | Kredit von bis zu 120.000 Euro mit Tilgungszuschuss 20 % |                                                                                                   |
| KfW-Effizienzhaus 55                                                                                                | Kredit von bis zu 120.000 Euro mit Tilgungszuschuss 15 % | Kredit von bis zu 120.000 Euro mit Tilgungszuschuss 40 % oder Investitionszuschuss 40 %           |
| KfW-Effizienzhaus 70                                                                                                |                                                          | Kredit von bis zu 120.000 Euro mit Tilgungszuschuss 35 % oder Investitionskostenzuschuss 35 %     |
| KfW-Effizienzhaus 85                                                                                                |                                                          | Kredit von bis zu 120.000 Euro mit Tilgungszuschuss 30 % oder Investitionskostenzuschuss 30 %     |
| KfW-Effizienzhaus 100                                                                                               |                                                          | Kredit von bis zu 120.000 Euro mit Tilgungszuschuss 27,5 % oder Investitionskostenzuschuss 27,5 % |
| KfW-Effizienzhaus 115                                                                                               |                                                          | Kredit von bis zu 120.000 Euro mit Tilgungszuschuss 25 % oder Investitionskostenzuschuss 25 %     |
| KfW-Effizienzhaus Denkmal                                                                                           |                                                          | Kredit von bis zu 120.000 Euro mit Tilgungszuschuss 25 % oder Investitionskostenzuschuss 25 %     |
| Einzelmaßnahmen |                                                          | Kredit von bis zu 50.000 Euro mit Tilgungszuschuss 20 % oder Investitionskostenzuschuss 20 %      |
| 1 Nur für Ein- und Zweifamilienhausbesitzer oder private Eigentümergemeinschaften ist die Zuschussvariante wählbar. |                                                          |                                                                                                   |

Daneben gibt es noch bundeslandesspezifische Förderprogramme und Begleitförderungen zur Vorbereitung und Durchführung von Effizienzmaßnahmen am Gebäude.

### Fördermittelantrag
Förderanträge sind vor Vorhabensbeginn zu stellen. Als Vorhabensbeginn gilt der Abschluss eines der Ausführung zuzurechnenden Lieferungs- oder Leistungsvertrags. Kredite sind über die Hausbank zu beantragen, der Investitionszuschuss direkt bei der KfW. Um eine KfW-Förderung für ein Effizienzhaus zu erhalten, muss ein zertifizierter Energieberater in das Vorhaben eingebunden werden. Er bestätigt die Einhaltung der technischen Mindestanforderungen der KfW. Diese Bestätigung brauchen Bauherren und Hausbesitzer für die Beantragung der Förderung. Neben der energetischen Fachplanung führt der Energieberater auch die professionelle Baubegleitung durch. Diese ist bei einem KfW-Effizienzhaus 40 und 55 für den Erhalt der Förderung immer erforderlich. Für die KfW-Förderung muss der Energieberater seit dem 1. Juni 2014 in der Energieeffizienz-Expertenliste für die Förderprogramme des Bundes eingetragen sein.

### Änderungen im April 2016

Energiestandards Neubau (Stand: 2016)

Die Änderungen der Mindestanforderungen der EnEV zum 1. Januar 2016 haben Einfluss auf das KfW-Förderprogramm. Das KfW-Effizienzhaus 70 im Neubau wird nicht mehr gefördert, da es durch den Bezug der KfW auf das Referenzhaus nach EnEV 2009 nur noch etwa 5 % besser als der Mindeststandard der gültigen EnEV 2014 mit Änderungen 2016 wäre.
Zur Erleichterung zur Nachweisbarkeit für den Bauherren wurde ein alternatives Nachweisverfahren für das KfW-Effizienzhaus 55 umgesetzt. Der Nachweis durch Vergleich mit Bauteilreferenzwerten spart ausführliche Berechnungen.
Gleichzeitig wurde die Förderhöhe ausgebaut, der Förderungshöchstbeitrag pro Wohneinheit wurde von 50.000 € auf 100.000 € verdoppelt. Auch wurde die maximal wählbare Zinsbindung von bis zu 10 Jahren auf bis zu 20 Jahren angehoben.
Außerdem wurde eine weitere Stufe der KfW-Neubau-Förderung eingeführt, das KfW-Effizienzhaus 40 plus. Das KfW-Effizienzhaus 40 plus muss die Anforderungen an das bereits bestehende KfW-Effizienzhaus 40 erfüllen und zusätzlich einen wesentlichen Teil des Energiebedarfs über ein sogenanntes „Plus-Paket“ direkt am Gebäude erzeugen und speichern. Das „Plus-Paket“ umfasst die folgenden vier Kriterien:
- Eine stromerzeugende Anlage auf Basis erneuerbarer Energien, zum Beispiel durch Photovoltaikanlagen, kleine Windkraftanlagen oder Kraft-Wärme-Kopplungsanlagen, die zu 100 % mit erneuerbaren Energien betrieben werden.
- Ein stationäres Batteriespeichersystem als Stromspeicher gewährleistet die Unabhängigkeit von externen Energieversorgern.
- Eine Lüftungsanlage mit Wärmerückgewinnung mit einem Wärmerückgewinnungsgrad von mindestens 80 %.
- Eine Visualisierung von Stromerzeugung und Stromverbrauch über ein entsprechendes Benutzerinterface, beispielsweise durch ein Online-Monitoring.

### Änderungen im November 2020
Seit dem 1. November 2020 gilt das Gebäudeenergiegesetz (GEG).
Das bisherige Energieeinsparungsgesetz (EnEG), die bisherige Energieeinsparverordnung (EnEV) und das bisherige Erneuerbare-Energien-Wärmegesetz (EEWärmeG) traten mit dem Inkrafttreten des GEG außer Kraft.